# زبدة التواریخ (کتاب حافظ ابرو)
زبدة التواریخ یا زبدة التواریخ بایسنقری کتابی از حافظ ابرو است.

## تصحیح
این کتاب به‌تصحیح کمال حاج سید جوادی در سال ۱۳۷۲ منتشر و در مراسم کتاب سال جمهوری اسلامی ایران به‌عنوان کتاب برگزیده معرفی شد.